# Breitnau
Breitnau es un municipio situado en el distrito de Brisgovia-Alta Selva Negra, en el estado federado de Baden-Wurtemberg. Tiene una población estimada, a mediados de 2024, de 1721 habitantes.

## Geografía
El territorio de Breitnau es muy extendido con muchas granjas remotas y aisladas, algunas grandes, la mayoría con el tejado típico de copete. En comparacíon, el núcleo es pequeño. El monte más alto es el Weißtannenhöhe.